# Partidul Național Moldovenesc
Partidul Național Moldovenesc a fost un partid politic din Republica Democratică Moldovenească, existent între 31 martie 1917 și până la unirea cu România în 1918.
Ulterior, în 2023, a fost relansat în Republica Moldova un partid cu același nume de orientare conservatoare de centru-dreapta. Printre obiective, acesta și-a stabilit integrarea țării în Uniunea Europeană și conexiuni mai puternice cu România.

## Istorie
Înainte de 1917, intelectualitatea din Basarabia a fost împărțită între nobili, conservatori, socialiști și democrați. Vasile Stroiescu, un bogat filantrop, dar foarte modest, a reușit să convingă toate fracțiunile majore să lase luptele interne și să se reunească pentru patru zile (28 martie [ SV 15 martie], 31 martie [SV 18 martie] 1917), în aceste zile fiind creat Partidul Național Moldovenesc. În aprilie 1917 conducerea partidului a fost aleasă. Președintele PNM a devenit Vasile Stroiescu . Printre fruntașii partidului se numărau: Paul Gore, Vladimir Herța, Pan Halippa, Onisifor Ghibu, Daniel Ciugureanu, Ion Pelivan,  Matei Donici, Nicolae Alexandri, Vladimir Chiorescu, Teofil Ioncu, Mihail Minciună, Teodor Corobceanu, Gheorghe Buruiană, Alexandru Groapă, Ion Codreanu (deputat). 
Dimitrie Bogos în memoriile sale întitulate "La răspântie" ne spune că Partidul Național Moldovenesc era înscris cu N6 pentru alegerile în Sfatul Țării. Iată lista candidaților în deputați din partea PNM, după cum au fost înscriși (12 persoane): 1. Vladimir Chiorescu, 2. Teofil Ioncu, 3. Ion Pelivan, 4. Daniel Ciugureanu, 5. Alexandru Groapă, 6. Gheorghe Buruiană, 7. Porfirie Fală, 8. Anton Crihan, 9. Teodor Corobceanu, 10. Eufimie Popovici, 11. Ion Codreanu (deputat) și 12. Mihail Minciună. Surprinzător este faptul că unul din liderii Partidului Național Moldovenesc - Pantelimon Halippa a candidat pe lista socialiștilor-revoluționari.
Oficiosul Partidului Național Moldovenesc a fost ziarul Cuvânt moldovenesc, la care au contribuit și unii români refugiați din Bucovina și Transilvania. Scopul Partidului Național Moldovenesc a constat în obținerea pentru Basarabia a autonomiei politice, administrative, bisericești și a celei educaționale. Conducerea PNM nu a ezitat să-și trimită membrii la diferite congrese ce au avut loc în Basarabia de-a lungul anului 1917 și prin urmare partidul a devenit foarte influent.
Onisifor Ghibu și George Tofan au făcut parte dintr-un grup de intelectuali ardeleni și bucovineni, care au ajuns în Basarabia, în urma revoluției din Februarie pentru a ajuta la organizarea școlilor în limba română, pentru a imprima cărți și ziare, precum și pentru a ajuta basarabenii în cearta de reorganizare a vieții politice și culturale. Intelectualii din Bucovina, Transilvania, și Vechiul Regat au fugit de război în Basarabia, au ajutat cu tipărirea de Cuvântului moldovenesc, au început diverse cursuri de limbă, istorie, cultură și științe, înființând Universitatea Populară la Chișinău.
Ulterior, Partidul Național Moldovenesc s-a reorganizat în Partidul Țărănesc din Basarabia, fondat la Chișinău pe 23 august 1918.